# 1998年體育
1998年重要國際體育賽事包括：
- 第十六屆世界盃足球賽；6月10日至7月12日於法國舉行

## 體育大事

### 1月至3月
- 2月7日－第十八屆冬季奧林匹克運動會於日本長野揭幕。

### 7月至9月
- 7月12日——法國以三比零擊敗巴西，於主場首次奪得世界盃足球賽冠軍。

### 10月至12月
- 12月6日——泰國首都曼谷第四次舉辦亞洲運動會。

## 足球
主條目：1998年足球